# Henri Masson
Eugène Henri Masson (* 17. Januar 1872 in Paris; † 17. Januar 1963 in Meudon) war ein französischer Fechter.

## Erfolge
Henri Masson nahm 1900 in London an den Olympischen Spielen im Florettfechten teil. Er kämpfte sich ins Halbfinale vor, in dem er sich mit 5:2-Siegen für das Finale qualifizierte. Auch in der Finalrunde gelangen ihm fünf Siege, sodass er den Wettbewerb hinter Émile Coste, der sechs der sieben Gefechte gewann, auf dem zweiten Rang abschloss.